# Юсефабад-е-Шах-Мірза-Канді
Юсефабад-е-Шах-Мірза-Канді (перс. یوسف‌آباد شاه میرزاکندی) — село в Ірані, входить до складу дехестану Баш-Калах у Центральному бахші шахрестану Урмія провінції Західний Азербайджан.